# Östra Jämtlands revir
Östra Jämtlands revir var ett skogsförvaltningsområde som omfattade samtliga socknar i Ragunda, Revsunds och Brunflo tingslag av Jämtlands län och var uppdelat i tre bevakningstrakter samt hade en kronoparksareal av 16 018 hektar produktiv skogsmark (1904). 